# Saint-Christophe-et-le-Laris
Saint-Christophe-et-le-Laris ist eine französische Gemeinde mit 425 Einwohnern (Stand: 1. Januar 2022) im Département Drôme in der Region Auvergne-Rhône-Alpes; sie gehört zum Arrondissement Valence und zum Kanton Drôme des collines. Die Einwohner werden Saint-Christophois genannt.

## Geographie
Saint-Christophe-et-le-Laris liegt etwa 37 Kilometer südsüdöstlich von Vienne an der Limone. Saint-Christophe-et-le-Laris wird umgeben von den Nachbargemeinden Hauterives im Nordwesten und Norden, Le Grand-Serre im Norden und Nordosten, Montrigaud im Osten, Valherbasse im Osten und Südosten, Crépol im Süden, Montchenu im Südwesten und Westen sowie Tersanne im Westen.

## Bevölkerungsentwicklung
| Jahr                       | 1962 | 1968 | 1975 | 1982 | 1990 | 1999 | 2006 | 2019 |
| Einwohner                  | 435  | 377  | 323  | 297  | 318  | 289  | 393  | 419  |
| Quellen: Cassini und INSEE |      |      |      |      |      |      |      |      |

## Sehenswürdigkeiten
- Kirche Saint-Christophe aus dem Jahr 1848

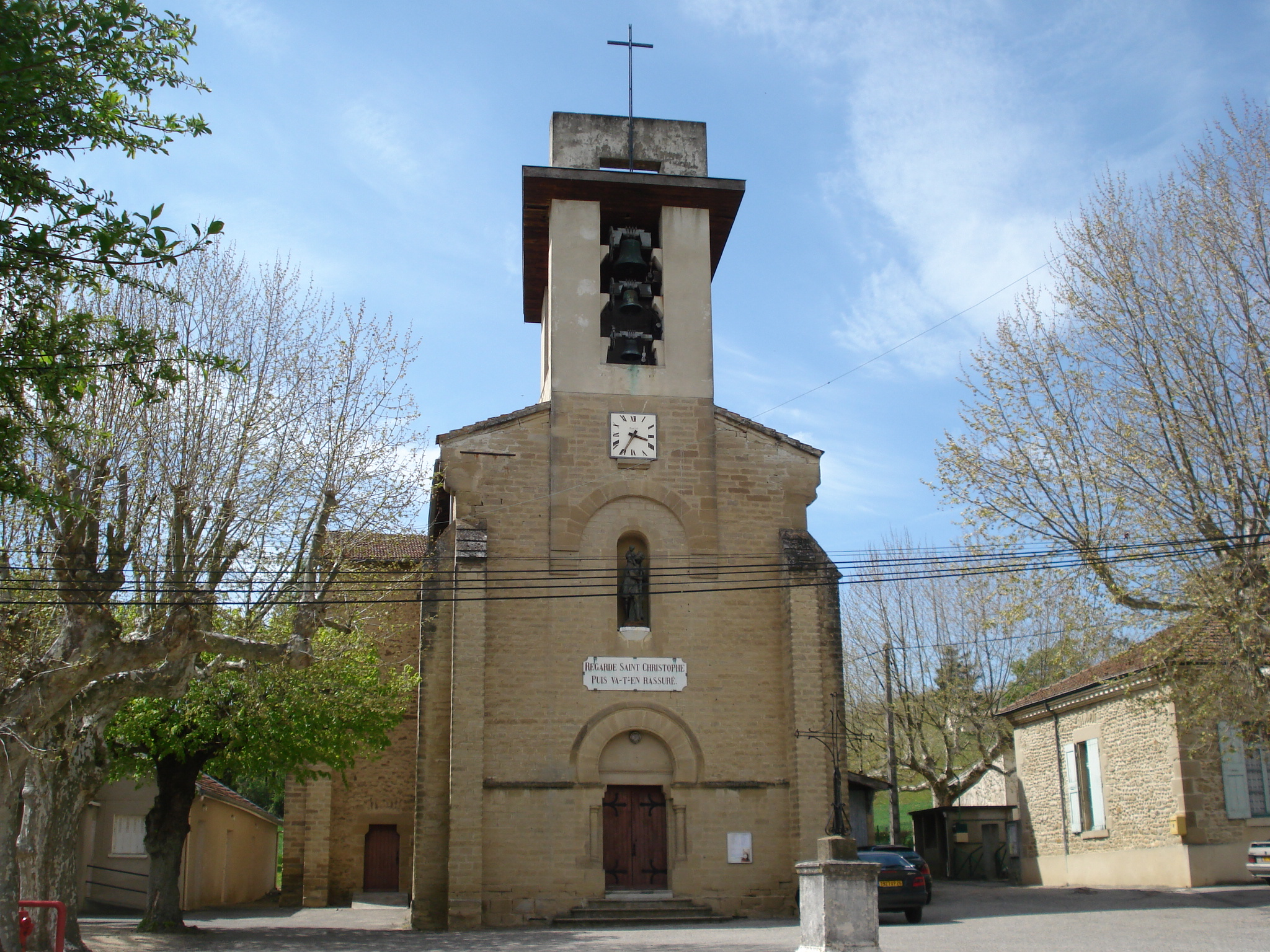
Kirche Saint-Christophe

- Turmruine